# تومیسلاو اشترکالی
تومیسلاو اشترکالی (انگلیسی: Tomislav Štrkalj؛ زادهٔ ۲ اوت ۱۹۹۶) بازیکن فوتبال اهل کرواسی است که در پست  مهاجم برای باشگاه تراکتور در لیگ برتر خلیج فارس بازی می‌کند.
از باشگاه‌هایی که در آن بازی کرده است می‌توان به باشگاه فوتبال اوسیک، رودش، توندلا و اسلاون بلوپو اشاره کرد.
وی همچنین در تیم ملی فوتبال زیر ۱۷ سال کرواسی بازی کرده است.

## افتخارات

### باشگاهی

#### آئودا
- جام حذفی لتونی (۱): ۲۰۲۲

#### تراکتور
- لیگ برتر خلیج فارس (۱): ۰۴–۱۴۰۳
- سوپر جام لیگ ایران (۱)